# Guitar Gangsters & Cadillac Blood
Guitar Gangsters & Cadillac Blood — третий студийный альбом датской грув-метал-группы Volbeat, изданный в 2008 году.

## Об альбоме
Guitar Gangsters & Cadillac Blood включает 12 оригинальных песен и два кавера, на композиции Хэнка Уильямса и Джимми Уорка. Ряд песен содержит общую сюжетную линию и лирическую тему, которая развивается от трека к треку. На своём третьем альбоме коллектив стремится к оригинальности звучания, Guitar Gangsters & Cadillac Blood сочетает в себе элементы классического рок-н-ролла и рокабилли в стиле Джонни Кэша и Элвиса Пресли с тяжёлым звучанием, схожим со спид-металом Motörhead и хоррор-панком The Misfits.

## Список композиций
| №   | Название                                            | Автор(ы)                                                     | Длительность |
| --- | --------------------------------------------------- | ------------------------------------------------------------ | ------------ |
| 1.  | «Intro (End of the Road)»                           | Микаэль Поулсен, Йон Ларсен, Андерс Кйольхольм, Томас Бредал | 1:03         |
| 2.  | «Guitar Gangsters & Cadillac Blood»                 | Микаэль Поулсен                                              | 3:09         |
| 3.  | «Back to Prom»                                      | Поулсен, Бредал                                              | 1:52         |
| 4.  | «Mary Ann’s Place» (при участии Перниллы Росендаль) | Микаэль Поулсен                                              | 3:42         |
| 5.  | «Hallelujah Goat»                                   | Поулсен, Ларсен                                              | 3:30         |
| 6.  | «Maybellene I Hofteholder»                          | Микаэль Поулсен                                              | 3:21         |
| 7.  | «We»                                                | Поулсен, Ларсен, Кйольхольм, Бредал                          | 3:46         |
| 8.  | «Still Counting»                                    | Поулсен, Ларсен, Кйольхольм, Бредал                          | 4:22         |
| 9.  | «Light a Way»                                       | Микаэль Поулсен                                              | 4:42         |
| 10. | «Wild Rover of Hell»                                | Поулсен, Ларсен                                              | 3:42         |
| 11. | «I’m So Lonesome I Could Cry»                       | Хэнк Уильямс                                                 | 3:22         |
| 12. | «A Broken Man and the Dawn»                         | Поулсен, Ларсен                                              | 4:45         |
| 13. | «Find That Soul»                                    | Поулсен, Ларсен, Кйольхольм, Бредал                          | 3:44         |
| 14. | «Making Believe»                                    | Джимми Уорк                                                  | 3:33         |
| 15. | «Rebel Monster» (Live)                              | Микаэль Поулсен                                              | 3:46         |
| 16. | «Soulweeper 2» (Live)                               | Микаэль Поулсен                                              | 4:31         |

## Участники записи
- Микаэль Поулсен — вокал, ритм-гитара
- Томас Бредал — соло-гитара
- Андерс Кйольхольм — бас-гитара
- Йон Ларсен — ударные

## Чарты
| Чарт               | Место |
| ------------------ | ----- |
| Австрии            | 26    |
| Бельгия (Валлония) | 60    |
| Дания              | 1     |
| Германия           | 15    |
| Нидерланды         | 29    |
| Норвегия           | 28    |
| Финляндия          | 1     |
| Швейцария          | 30    |
| Швеция             | 4     |